# Eisenach (Schiff, 1922)
Die Eisenach war ein 1922 gebautes Frachtschiff des Norddeutschen Lloyd (NDL). 1935 verkaufte die Reederei das Schiff nach Bulgarien an die Bulgarische Handels-Dampfschiff-Gesellschaft, die das Schiff in Rodina umbenannte. Im September 1941 sank der Dampfer nach einem Minentreffer vor Burgas.

## Bau und technische Daten
Das Schiff gehörte zur Minden-Klasse, dem ersten Frachtschiffstyp, den der NDL nach dem Ersten Weltkrieg bestellte. Die Eisenach war nach der Minden, der Porta und der Nienburg das vierte Schiff der Klasse. Auch das folgende Schwesterschiff Erfurt wurde für den NDL gebaut, weiterhin die Roland, Alda und Atto für die Tochtergesellschaft Roland-Linie. Auf der Werft AG Vulcan in Stettin wurde die Eisenach unter der Baunummer 652 auf Kiel gelegt. Der Stapellauf fand am 20. Juli 1922 statt, die Indienststellung erfolgte am 6. Oktober 1922. Beim NDL war es das zweite Schiff dieses Namens – die erste Eisenach war ein 1907 gebauter Passagier- und Frachtdampfer der Gotha-Klasse im Dienst des NDL, der 1917 von Brasilien beschlagnahmt worden war.
Die Länge der Eisenach betrug 115,13 Meter über alles, sie war 15,55 Meter breit und wies einen Tiefgang von maximal 7,2 Metern auf. Sie war mit 4159 BRT bzw. 2535 NRT vermessen und hatte eine Tragfähigkeit von 6513 tdw. Der Antrieb bestand aus einer 3-Zylinder-Dreifach-Expansionsmaschine der Vulcan-Werft, deren Leistung 1800 PSi betrug. Diese wirkte auf eine Schraube, der Dampfer erreichte eine Geschwindigkeit von 11,0 Knoten. Die Besatzung bestand aus 49 Mann, das Schiff konnte bis zu zwölf Passagiere aufnehmen.

## Geschichte

### Eisenachdes Norddeutschen Lloyd
Nach der Indienststellung setzte der NDL die Eisenach wie vorgesehen im Südamerikadienst ein – sie bediente die Route zwischen Bremen und Brasilien. Dort führte die Fahrt nach Rio de Janeiro und bei passender Fracht auch nach Natal, Cabedello, Pernambuco, Maceió, Bahia, Victoria und in Europa den portugiesischen Hafen Porto de Leixões (Porto). Neben der Eisenach bedienten auch die Schwesterschiffe Minden, Nienburg, Porta und Erfurt diese Route. Auf dieser Verbindung verblieb das Schiff die nächsten Jahre. Zwischenzeitlich werden in der Literatur für 1923 auch Fahrten der Eisenach an die amerikanische Ostküste nach Philadelphia und Baltimore genannt.
Das Ende der Eisenach unter der Flagge des Norddeutschen Lloyd kam 1935. Auf dem Weg vom Schwarzen Meer nach Hull an der Mündung des Humbers an der Nordsee stieß das Schiff am 30. August 1935 mit dem britischen Schlachtschiff Ramillies zusammen. Am Abend des Tages befand sich die Eisenach wenige Seemeilen von Dover entfernt, als es bei „unsichtigem Wetter“ mit dem Schlachtschiff kollidierte. Bei Ausweichmanövern beider Schiffe bohrte sich die Ramillies in den Backbordbug des Dampfers, wobei drei Seeleute starben. Die am Bug schwerbeschädigte Eisenach konnte erst nach schwierigen Manövern nach Dover eingebracht werden, die Ramillies erhielt nur geringfügige Beschädigungen oberhalb der Wasserlinie. Nach Reparatur des Schiffes sah die Reederei von der weiteren Beschäftigung des Frachters auf Anraten ihrer Versicherung ab und verkauft die Eisenach im Oktober 1935.

### BulgarischeRodina
Nach der Reparatur des Schiffes verkaufte der NDL die Eisenach am 31. Oktober 1935 an die bulgarische Staatsreederei Societé Commerciale Bulgare de Navigation à Vapeur. In Anwesenheit des bulgarischen Gesandten in Berlin, der bulgarischen Marine, des Präsidenten der bulgarischen Staatsreederei und des bulgarischen Generalkonsuls in Bremen wurde das Schiff am 2. November 1935 in Bremen in Rodina (Родина, deutsch: „Heimat“) umbenannt. Der neue Dampfer der Reederei war zugleich auch ihr größtes Schiff, Heimathafen wurde Warna.
Die Reederei setzte die Rodina auf der erst ein Jahr zuvor eingerichteten Verbindung zwischen Warna und Rotterdam ein – zusammen mit der Knyaginya Maria Louisa (ex Felix Fraissinet, 3821 BRT) und Balkan (ex Louis Fraissinet, 3823 BRT). Diese Route befuhr das Schiff bis zum Beitritt Bulgariens zum Dreimächtepakt am 1. März 1941. Im Zweiten Weltkrieg wurden nach Angaben der Reederei ihre Schiffe alle an die Deutschen verchartert oder verkauft, doch die Bestätigung dieser Angaben auch für die Rodina steht aus. Der letzte Hinweis auf das Schiff stammt aus dem September 1941: Am 19. September sinkt die Rodina vor Zarewo in der Nähe von Burgas auf einer Minensperre.
Heute ist das in 30 bis 45 Metern Tiefe liegende Wrack des Schiffes ein beliebtes Ziel für Taucher.